# Godefroid Kurth
Godefroid Kurth (11. maj 1847 – 4. januar 1916) var en anerkendt belgisk historiker. Han huskes for sine værker om byen Liège i middelalderen og om Belgien, og for sine katolske beretninger i Les Origines de la Civilisation Moderne omhandlende skabelsen af det moderne Europa, samt for sit forsvar af den middelalderlige lav institution.
Kurth var født i Arlon. Han blev professor ved L’Université de Liège i 1873, hvor han stødte på nogen modstand på grund af sine stærke katolske holdninger. Han forlod universitetet i 1916 og døde kort tid efter i Asse.